# Madlur, Hirekerur
Madlur là một làng thuộc tehsil Hirekerur, huyện Haveri, bang Karnataka, Ấn Độ.